# Bert van den Braak
Bernardus Hendrikus (Bert) van den Braak (Pijnacker, 21 september 1958) is een Nederlands parlementair historicus, hoogleraar en columnist. Sinds 1 december 2018 is hij bijzonder hoogleraar parlementaire geschiedenis en parlementair stelsel aan de Universiteit Maastricht.
Van den Braak werd in 1958 geboren in Pijnacker en volgde de middelbare school in Pijnacker en Delft. Na het behalen van het diploma atheneum-A studeerde hij nieuwe en vaderlandse geschiedenis aan de Universiteit Leiden. Na zijn afstuderen in 1986 bleef hij verbonden aan deze universiteit, eerst als vrijwilliger bij de afdeling parlementaire geschiedenis en sinds 1988 als redacteur en onderzoeker bij het Parlementair Documentatie Centrum (PDC). In 1991 werd hij beheerder van het Biografisch Archief van het PDC, een database met biografische gegevens over (Nederlandse) parlementsleden, bewindslieden en andere ambtsdragers. Daarnaast is hij sinds 2001 als redacteur betrokken bij de website Parlement.com (voorheen Parlement & Politiek). In 1998 promoveerde hij op het proefschrift De Eerste Kamer. Geschiedenis, samenstelling en betekenis 1815-1995 en in 2017 publiceerde hij met Joop van den Berg het boek Zeventig jaar zoeken naar het compromis. Parlementaire geschiedenis van Nederland 1946-2016.
Sinds 2005 is Van der Braak columnist op de website Parlement.com. Ook is hij sinds 2018 fellow van het Montesquieu Instituut en jurylid van de Anne Vondelingprijs.
- Digitale Bibliotheek voor de Nederlandse Letteren: braa077
- Parlement.com: vg9fgopssxzu